# Anneberg (Nässjö)
Anneberg è un'area urbana della Svezia situata nel comune di Nässjö, contea di Jönköping.
La popolazione risultante dal censimento 2010 era di 833 abitanti.